# 驴蹄草叶报春
驴蹄草叶报春（学名：Primula calthifolia）为报春花科报春花属下的一个种。

## 扩展阅读
- 維基物種上的相關：驴蹄草叶报春